# Gazzada Schianno
Gazzada Schianno est une commune italienne de la province de Varèse dans la région Lombardie en Italie.

## Toponyme
La première partie reflète la voix médiévale ingadiata : interdit de pâture. La deuxième partie vient du latin scamnum du diminutif scamnulum : maison (de sable).

## Administration
| Période                                  | Période  | Identité            | Étiquette | Qualité |
| ---------------------------------------- | -------- | ------------------- | --------- | ------- |
| 8/6/2009                                 | En cours | Cristina Bertuletti | Lega Nord |         |
| Les données manquantes sont à compléter. |          |                     |           |         |

### Hameaux
Gazzada, Schianno, Campagnola, Vigano, C.na Lucchi, Piana di Luco, La Campagnola, Vigano